# Church of Misery
A Church of Misery japán doom/stoner metal zenekar. 1995-ben alakultak meg Tokióban. Fő zenei hatásukként a Black Sabbath-ot jelölték meg. Jelenlegi tagok: Tatsu Mikami, Hiroyuki Takano, Yasuto Muraki és Junichi Yamamura. Mikami az egyetlen olyan tag, aki a kezdetektől fogva szerepel az együttesben. Magyarországon is felléptek több alkalommal is, például 2014-ben a Dürer Kertben. 
Legutoljára 2019-ben koncerteztek itthon, a Nebula zenekarral.

## Diszkográfia
- Vol. 1 (1997)
- Born Too Late (split-lemez a Sheavy-vel, 1998)
- Master of Brutality (2001)
- Acrimony/Church of Misery (megosztott lemez az Acrimony-val, 2003)
- The Second Coming (2004)
- Houses of the Unholy (2009)
- Thy Kingdom Scum (2013)
- And Then There Were None... (2016)